# Línea Norte (Paraná)
Línea Norte fue una de las dos líneas de transporte urbano de pasajeros de la ciudad de Paraná, Argentina exclusivamente de Servicio Nocturno. Era operada por Buses Paraná U.T.E. (ERSA Urbano/Transporte Mariano Moreno S.R.L.) y pertenecía al Grupo 1.

## Recorrido

### Ramal Único: Terminal de Ómnibus - Centro - Oeste - Noroeste - Noreste - Norte
Ida (En Sentido Horario): Desde Dr. Ruíz Moreno y Av. Francisco Ramírez, Av. Francisco Ramírez, Gualeguaychú, Bavio, Italia, Santa Fe, Laprida, Av. Larramendi, Av. Estrada, Nicaragua, Los Vascos, Enrique Berduc, Av. Alameda de la Federación, Gardel, Colón, La Rioja, Presidente Illia, Av. Pascual Echagüe, L. N. Além Bis, Av. Francisco Ramírez hasta Saraví.
Vuelta (En Sentido Antihorario): Desde Av. Francisco Ramírez y Saraví, Av. Francisco Ramírez, Av. Alte. Brown, José Rondeau, Francia, Av. Blas Parera, Av. Almafuerte, Gdor. López Jordán, Av. José L. Churruarín, Gdor. Manuel Crespo, Av. Don Bosco, Av. Blas Parera, Juan M. Jozami, José Rondeau, Juan Ambrosetti, Av. Francisco Ramírez, Antonio Crespo, Francisco Soler, Fraternidad, Av. Francisco Ramírez, La Paz, La Rioja, Uruguay, Misiones, Pascual Palma, Enrique Carbó, Presidente Perón, Gral. Urquiza, Av. Francisco Ramírez hasta Dr. Ruíz Moreno.

## Puntos de Interés dentro del recorrido
- Terminal de Ómnibus
- Casa de Gobierno
- Hipermercado Walmart
- Bajada Grande
- Parque Urquiza
- Plaza Carbó
- Plaza Alvear
- Hospital Materno-Infantil "San Roque"
- Plaza Alberdi
- Villa Sarmiento
- Av. Alte. Brown y José Rondeau
- Club Universitario
- Barrio La Milagrosa
- Barrio Paraná XX
- Barrio Almirante Brown
- Barrio Vairetti
- Barrio A.A.T.R.A.
- Barrio Mariano Moreno
- Barrio Lomas del Brete
- Barrio José Hernández
- Barrio Toma Nueva
- Barrio Médico
- Hospital-Escuela Psiquiátrico
- Villa Almenadral
- Barrio Thompson
- Barrio El Morro
- Villa Yatay